# Pro Evolution Soccer 2019
Pro Evolution Soccer 2019 (w skrócie PES 2019, w niektórych krajach azjatyckich znana jako Winning Eleven 2019) – komputerowa gra sportowa, będąca osiemnastą częścią serii Pro Evolution Soccer. Została wydana 28 sierpnia 2018 roku w Ameryce Północnej i 30 sierpnia tego samego roku w Europie na platformy PC, PlayStation 4 i Xbox One.

## Rozgrywka
Głównymi cechami gry są:
- "Magic Moments", czyli indywidualne cechy zawodników, dodatkowe animacje oraz kondycja mająca odzwierciedlenie w zachowaniu i wyglądzie piłkarzy[2],
- rozbudowany tryb myClub z nowym systemem kontraktowania zawodników,
- wsparcie dla grafiki rozgrywki w 4K HDR.

## Licencje

### Europejskie puchary[3]
Po 10-letniej współpracy UEFA ogłosiła, że umowa z Konami, na mocy której były wydawane rozgrywki europejskich pucharów (Ligi Mistrzów UEFA, Ligi Europy UEFA i Superpucharu UEFA) wygaśnie zaraz po finale sezonu 2017/18 w Kijowie. Jednocześnie dyrektor marketingu UEFA Events Guy-Laurent Epstein oznajmił, że nie może się doczekać dalszej współpracy, jeśli chodzi o drużyny narodowe.

### International Champions Cup[4]
Klubowe rozgrywki towarzyskie mają być dołączone do trybu Master League jako element przygotowania do rozgrywek ligowych.

### Nowe licencje (Authentic Leagues)[5][6]
W związku z wygaśnięciem praw na klubowe rozgrywki UEFA Konami ogłosiło, że w ramach rekompensaty zostanie dodanych więcej licencjonowanych lig, a 23 maja 2018 roku przestawiła 7 z nich:
- rosyjską Premjer-Ligę,
- argentyńską Superliga Quilmes Clásica,
- duńską Superligę,
- portugalską Ligę NOS,
- szwajcarską Superligę,
- szkocką Premiership,
- belgijską Jupiler Pro League.

8 sierpnia 2018 oficjalnie ogłoszono, że do wspomnianych lig dołączyły dwie następne: chilijska Campeonato National Scotiabank i turecka Spor Toto Süper Lig.

### Wymiana niemieckich klubów
1 czerwca 2018 roku Konami ogłosiło zerwanie umowy między wydawcą gry a Borussią Dortmund, w związku z czym klub nie będzie występował w grze. Trzy dni później została podpisana umowa partnerska z innym klubem z Zagłębia Ruhry - FC Schalke 04, na mocy której w grze znajdą się zawodnicy FC Schalke 04, ich stroje oraz domowy stadion (Veltins-Arena).

## Produkcja i wydanie
8 sierpnia 2018 roku została wydana wersja demonstracyjna gry na PlayStation 4, Xbox One i PC. W niej gracze mogą rozegrać mecz towarzyski offline, w trybie sieciowym lub w lokalnej kooperacji.
Dostępne drużyny:
- FC Barcelona
- FC Schalke 04
- Liverpool
- AC Milan
- Inter Mediolan
- AS Monaco
- São Paulo FC
- CR Flamengo
- SE Palmeiras
- CSD Colo-Colo
- reprezentacja Argentyny
- reprezentacja Francji

Mecze można rozgrywać na jednym z dwóch stadionów: Camp Nou i Veltins-Arena.